# Fernand Laudet
Pour les articles homonymes, voir Laudet.
 (novembre 2019).
Si vous disposez d'ouvrages ou d'articles de référence ou si vous connaissez des sites web de qualité traitant du thème abordé ici, merci de compléter l'article en donnant les références utiles à sa vérifiabilité et en les liant à la section « Notes et références ».
Charles Fernand Laudet, né le 3 mars 1860 dans le 8e arrondissement de Paris et mort le 12 novembre 1933 à Parleboscq, est un diplomate, essayiste et historien français.

## Biographie
Fernand Laudet est issu d'une famille installée dès 1822 au château de Laballe à Parleboscq dans le Bas-Armagnac. Il est le fils de Julien Laudet (1829), conseiller général de Haute-Garonne, époux à Paris, 1er le 15 novembre 1856 d'Anna Scitivaux (1836), fille de Charles Scitivaux (1802), chevalier de la Légion d'honneur, receveur particulier des Finances du 1er arrondissement de Paris, et de Louise Sidonie Daugny.
Licencié en droit, il est premier secrétaire à l'ambassade de France auprès du Saint-Siège, puis il quitte la carrière diplomatique après la suppression de cette ambassade. Il a publié en 1902, sous le pseudonyme de Jean d'Arros, une étude sur Léon XIII. De 1905 à 1920, il fut directeur de La Revue hebdomadaire.
À la suite de la publication, en juin 1911, d'un article très critique signé François Le Grix, dans la Revue hebdomadaire sur Le Mystère de la charité de Jeanne d'Arc de Charles Péguy, ce dernier réagit dans un numéro des Cahiers de la Quinzaine : dans son essai, intitulé Un nouveau théologien, M. Fernand Laudet, il critique la vision bourgeoise et simpliste développée dans l'article, ce qui devient le prétexte à une réflexion théologico-philosophique autour de Jeanne d'Arc. 
Comte romain, il fut officier de la Légion d'honneur et conseiller général du Gers. Il fut élu membre de l'Académie des sciences morales et politiques en 1919.
Il meurt en 1933 dans un accident de voiture, à la sortie de Gabarret, en sortant de la messe à 3 km de son château de Laballe (château qui appartient encore aujourd'hui à sa petite-fille, Mme Christine Bastié, née Laudet).

## Œuvres
- Léon XIII d'après ses encycliques, 1902
- Souvenirs d'hier, Rome, Gascogne, 1907
- Ombres et lumières : optimisme, douleur, charité, méchanceté, bonne humeur, mélancolie, pensées, tableaux, 1910
- La Sœur Rosalie, 1911
- Augustin Cochin, 1912
- Madame Swetchine, 1912
- La Vie qui passe, 1914
- Paris pendant la guerre, impressions, 1915
- Les Semeurs : Joubert, Mme de Chateaubriand, Mme Swetchine, la sœur Rosalie, Augustin Cochin, 1917
- Quelques aspects de la France en guerre, 1919
- Histoire populaire de Jésus, 1923
- Sainte Thérèse de Lisieux, l'enfant chérie du monde, 1927
- En Armagnac il y a cent ans, 1928
- Saint Jean-Baptiste de la Salle : l'instituteur des instituteurs, 1929
- En Armagnac aux temps romantiques, 1930
- Pour la jeunesse. Politesse et savoir-vivre, 1931
- Bernadette de Lourdes, 1931
- L'Hôtel de Toulouse, siège de la Banque de France, 1932
- La Samaritaine. Le génie et la générosité de deux grands commerçants, 1933
- Soixante ans de souvenirs, 1934